# Lehtosaari (ö i Hankasalmi, Hankavesi)
Lehtosaari är en ö i Finland. Den ligger i sjön Hankavesi och i kommunen Hankasalmi i den ekonomiska regionen  Jyväskylä ekonomiska region  och landskapet Mellersta Finland, i den centrala delen av landet, 260 km norr om huvudstaden Helsingfors. Öns area är 3,2 hektar och dess största längd är 370 meter i nord-sydlig riktning.